# Lancer du poids féminin aux Jeux olympiques d'été de 1984
Navigation
Moscou 1980 Séoul 1988
L'épreuve du lancer du poids féminin aux Jeux olympiques de 1984 s'est déroulée le 3 août 1984 au Memorial Coliseum de Los Angeles, aux États-Unis.  Elle est remportée par l'Allemande de l'Ouest Claudia Losch.

## Résultats

### Finale
| Rang               | Athlète              | Pays                 | Essais | Essais | Essais | Essais | Essais | Essais | Marque  |
| Rang               | Athlète              | Pays                 | 1      | 2      | 3      | 4      | 5      | 6      | Marque  |
| ------------------ | -------------------- | -------------------- | ------ | ------ | ------ | ------ | ------ | ------ | ------- |
| Médaille d'or      | Claudia Losch        | Allemagne de l'Ouest | 19.97  | 20.31  | 19.33  | 20.06  | 19.96  | 20.48  | 20.48 m |
| Médaille d'argent  | Mihaela Loghin       | Roumanie             | 19.67  | 19.73  | 19.95  | 20.47  | 20.25  | 20.09  | 20.47 m |
| Médaille de bronze | Gael Mulhall         | Australie            | 18.10  | 19.19  | 18.75  | 18.53  | X      | 18.34  | 19.19 m |
| 4                  | Judy Oakes           | Grande-Bretagne      | 18.14  | 17.76  | 18.01  | 18.08  | X      | 17.81  | 18.14 m |
| 5                  | Li Meisu             | Chine                | 17.37  | X      | 17.44  | 17.96  | 17.61  | 17.19  | 17.96 m |
| 6                  | Venissa Head         | Grande-Bretagne      | X      | 17.90  | X      | 17.37  | 15.59  | 16.40  | 17.90 m |
| 7                  | Carol Cady           | États-Unis           | 17.22  | 17.23  | 17.10  | 16.83  | 16.32  | 17.19  | 17.23 m |
| 8                  | Florența Crăciunescu | Roumanie             | 16.62  | 17.23  | 17.10  | 16.45  | X      | 17.05  | 17.23 m |
| 9                  | Lorna Griffin        | États-Unis           | 15.87  | 16.08  | 17.00  |        |        |        | 17.00 m |
| 10                 | Yang Yanqin          | Chine                | 16.76  | 16.97  | 16.46  |        |        |        | 16.97 m |
| 11                 | Ramona Pagel         | États-Unis           | 16.06  | 15.69  | 15.90  |        |        |        | 16.06 m |
| 12                 | Carmen Ionesco       | Canada               | 14.92  | 15.25  | 14.96  |        |        |        | 15.25 m |
| 13                 | Odette Mistoul       | Gabon                | 14.39  | X      | 14.59  |        |        |        | 14.59 m |

## Légende
Records et Performances
- AR : Record continental (area record)
- CR : Record des championnats (championship record)
- MR : Record du meeting (meet record)
- NR : Record national (national record)
- OR : Record olympique (olympic record)
- PR : Record paralympique (paralympic record)
- PB : Record personnel (personal best)
- SB : Meilleure performance personnelle de la saison (season's best)
- WL : Meilleure performance mondiale de l'année (world leader)
- WJR : Record du monde junior (world junior record)
- WR : Record du monde (world record)

Circonstances et Conditions
- DNF : N'a pas terminé (did not finish)
- DNS : N'a pas pris le départ (did not start)
- DQ : Disqualification (disqualification)
- NM : Aucun essai valable enregistré (No Mark)
- Q : Qualifié « directement » au prochain tour (ou à la prochaine compétition), lors d'une compétition majeure, grâce au classement ou à la réalisation des minima (automatic qualifier)
- q : Qualifié au prochain tour (ou à la prochaine compétition), lors d'une compétition majeure, grâce au repêchage ou à la réalisation de l'une des meilleures performances parmi celles des « non qualifiés directement » (grâce au meilleur temps ou à la meilleure distance par exemple) (secondary qualifier)